# Campeonato Mundial de Handebol Masculino de 2001
O Campeonato Mundial de Handebol Masculino de 2001 foi a 17ª edição do Campeonato Mundial de Handebol. Foi disputado na França de 23 de janeiro a 4 de fevereiro de 2001, organizado pela Federação Internacional de Handebol (IHF) e pela Federação Francesa de Handebol.

## Sedes
| Grupo      | Cidade      |
| ---------- | ----------- |
| A          | Montpellier |
| B          | Nantes      |
| C          | Besançon    |
| D          | Dunquerque  |
| Fase Final | Paris       |

## Times
| Grupo A  | Grupo B    | Grupo C        | Grupo D        |
| -------- | ---------- | -------------- | -------------- |
| Suécia   | Iugoslávia | Espanha        | Noruega        |
| Islândia | Brasil     | Coreia do Sul  | Arábia Saudita |
| Portugal | França     | Alemanha       | Rússia         |
| Chéquia  | Argélia    | Estados Unidos | Tunísia        |
| Egito    | Argentina  | Croácia        | Eslovênia      |
| Marrocos | Kuwait     | Gronelândia    | Ucrânia        |

## Fase Preliminar

### Grupo A
| Time     | P | V | E | D | GP  | GC  | SG  | Pts. |
| -------- | - | - | - | - | --- | --- | --- | ---- |
| Suécia   | 5 | 5 | 0 | 0 | 147 | 112 | +35 | 10   |
| Egito    | 5 | 3 | 1 | 1 | 124 | 115 | +9  | 7    |
| Islândia | 5 | 2 | 1 | 2 | 125 | 119 | +6  | 5    |
| Portugal | 5 | 2 | 0 | 3 | 122 | 122 | 0   | 4    |
| Chéquia  | 5 | 1 | 2 | 2 | 136 | 136 | 0   | 4    |
| Marrocos | 5 | 0 | 0 | 5 | 112 | 162 | -50 | 0    |

| Data     | Partida¹ | Partida¹ | Partida¹ | Resultado |
| -------- | -------- | -------- | -------- | --------- |
| 23.01.01 | Egito    | -        | Marrocos | 28-18     |
| 23.01.01 | Portugal | -        | Chéquia  | 29-19     |
| 23.01.01 | Suécia   | -        | Islândia | 24-21     |
| 24.01.01 | Chéquia  | -        | Egito    | 26-26     |
| 24.01.01 | Islândia | -        | Portugal | 22-19     |
| 24.01.01 | Marrocos | -        | Suécia   | 21-33     |
| 25.01.01 | Egito    | -        | Portugal | 23-19     |
| 25.01.01 | Marrocos | -        | Islândia | 23-31     |
| 25.01.01 | Suécia   | -        | Chéquia  | 29-22     |
| 27.01.01 | Chéquia  | -        | Marrocos | 40-23     |
| 27.01.01 | Portugal | -        | Suécia   | 25-32     |
| 27.01.01 | Egito    | -        | Islândia | 24-22     |
| 28.01.01 | Portugal | -        | Marrocos | 30-26     |
| 28.01.01 | Islândia | -        | Chéquia  | 29-29     |
| 28.01.01 | Suécia   | -        | Egito    | 29-23     |

### Grupo B
| Time       | P | V | E | D | GP  | GC  | SG  | Pts. |
| ---------- | - | - | - | - | --- | --- | --- | ---- |
| França     | 5 | 5 | 0 | 0 | 132 | 85  | +47 | 10   |
| Iugoslávia | 5 | 4 | 0 | 1 | 146 | 89  | +57 | 8    |
| Argélia    | 5 | 2 | 1 | 2 | 107 | 102 | +5  | 5    |
| Argentina  | 5 | 2 | 1 | 2 | 94  | 118 | -24 | 5    |
| Brasil     | 5 | 1 | 0 | 4 | 108 | 124 | -16 | 2    |
| Kuwait     | 5 | 0 | 0 | 5 | 76  | 145 | -69 | 0    |

| Data     | Partida¹   | Partida¹ | Partida¹   | Resultado |
| -------- | ---------- | -------- | ---------- | --------- |
| 22.01.01 | Argentina  | -        | Kuwait     | 22-16     |
| 22.01.01 | França     | -        | Argélia    | 23-13     |
| 22.01.01 | Iugoslávia | -        | Brasil     | 31-23     |
| 23.01.01 | Argentina  | -        | Brasil     | 20-19     |
| 23.01.01 | Kuwait     | -        | França     | 14-30     |
| 23.01.01 | Argélia    | -        | Iugoslávia | 20-23     |
| 24.01.01 | Kuwait     | -        | Argélia    | 13-26     |
| 24.01.01 | França     | -        | Brasil     | 29-19     |
| 24.01.01 | Argentina  | -        | Iugoslávia | 10-32     |
| 26.01.01 | Argentina  | -        | Argélia    | 23-23     |
| 26.01.01 | Brasil     | -        | Kuwait     | 27-19     |
| 26.01.01 | Iugoslávia | -        | França     | 20-22     |
| 27.01.01 | Argélia    | -        | Brasil     | 25-20     |
| 27.01.01 | Iugoslávia | -        | Kuwait     | 40-14     |
| 27.01.01 | França     | -        | Argentina  | 28-19     |

### Grupo C
| Time           | P | V | E | D | GP  | GC  | SG   | Pts. |
| -------------- | - | - | - | - | --- | --- | ---- | ---- |
| Espanha        | 5 | 4 | 0 | 1 | 160 | 105 | +55  | 8    |
| Alemanha       | 5 | 3 | 1 | 1 | 157 | 100 | +57  | 7    |
| Croácia        | 5 | 3 | 1 | 1 | 154 | 115 | +39  | 7    |
| Coreia do Sul  | 5 | 3 | 0 | 2 | 145 | 132 | +13  | 6    |
| Gronelândia    | 5 | 1 | 0 | 4 | 85  | 140 | -55  | 2    |
| Estados Unidos | 5 | 0 | 0 | 5 | 80  | 189 | -109 | 0    |

| Data     | Partida¹       | Partida¹ | Partida¹       | Resultado |
| -------- | -------------- | -------- | -------------- | --------- |
| 23.01.01 | Croácia        | -        | Gronelândia    | 25-15     |
| 23.01.01 | Alemanha       | -        | Estados Unidos | 40-12     |
| 23.01.01 | Espanha        | -        | Coreia do Sul  | 26-17     |
| 24.01.01 | Gronelândia    | -        | Espanha        | 16-31     |
| 24.01.01 | Estados Unidos | -        | Croácia        | 12-41     |
| 24.01.01 | Coreia do Sul  | -        | Alemanha       | 26-33     |
| 25.01.01 | Espanha        | -        | Estados Unidos | 45-18     |
| 25.01.01 | Gronelândia    | -        | Coreia do Sul  | 20-27     |
| 25.01.01 | Croácia        | -        | Alemanha       | 23-23     |
| 27.01.01 | Estados Unidos | -        | Gronelândia    | 18-26     |
| 27.01.01 | Alemanha       | -        | Espanha        | 22-31     |
| 27.01.01 | Croácia        | -        | Coreia do Sul  | 33-38     |
| 28.01.01 | Alemanha       | -        | Gronelândia    | 39-8      |
| 28.01.01 | Coreia do Sul  | -        | Estados Unidos | 37-20     |
| 28.01.01 | Espanha        | -        | Croácia        | 27-32     |

### Grupo D
| Time           | P | V | E | D | GP  | GC  | SG  | Pts. |
| -------------- | - | - | - | - | --- | --- | --- | ---- |
| Rússia         | 5 | 4 | 1 | 0 | 140 | 120 | +20 | 9    |
| Ucrânia        | 5 | 3 | 0 | 2 | 134 | 115 | +19 | 6    |
| Tunísia        | 5 | 3 | 0 | 2 | 116 | 110 | +6  | 6    |
| Noruega        | 5 | 2 | 1 | 2 | 116 | 127 | -11 | 5    |
| Eslovênia      | 5 | 2 | 0 | 3 | 145 | 137 | +8  | 4    |
| Arábia Saudita | 5 | 0 | 0 | 5 | 92  | 134 | -42 | 0    |

| Data     | Partida¹       | Partida¹ | Partida¹       | Resultado |
| -------- | -------------- | -------- | -------------- | --------- |
| 23.01.01 | Eslovênia      | -        | Ucrânia        | 28-24     |
| 23.01.01 | Tunísia        | -        | Rússia         | 23-30     |
| 23.01.01 | Noruega        | -        | Arábia Saudita | 20-14     |
| 24.01.01 | Arábia Saudita | -        | Eslovênia      | 22-35     |
| 24.01.01 | Ucrânia        | -        | Rússia         | 27-30     |
| 24.01.01 | Tunísia        | -        | Noruega        | 28-19     |
| 25.01.01 | Ucrânia        | -        | Tunísia        | 24-18     |
| 25.01.01 | Rússia         | -        | Arábia Saudita | 29-18     |
| 25.01.01 | Eslovênia      | -        | Noruega        | 29-30     |
| 27.01.01 | Arábia Saudita | -        | Ucrânia        | 17-28     |
| 27.01.01 | Noruega        | -        | Rússia         | 25-25     |
| 27.01.01 | Eslovênia      | -        | Tunísia        | 23-28     |
| 28.01.01 | Tunísia        | -        | Arábia Saudita | 22-21     |
| 28.01.01 | Noruega        | -        | Ucrânia        | 22-31     |
| 28.01.01 | Rússia         | -        | Eslovênia      | 33-30     |

## Fase Final

### Octavos de final
| Data  | Partida¹ | Partida¹ | Partida¹      | Resultado |
| ----- | -------- | -------- | ------------- | --------- |
| 31.01 | França   | -        | Portugal      | 23-18     |
| 31.01 | Tunísia  | -        | Alemanha      | 24-26     |
| 31.01 | Argélia  | -        | Egito         | 21-24     |
| 31.01 | Rússia   | -        | Coreia do Sul | 28-26     |
| 31.01 | Croácia  | -        | Ucrânia       | 34-37     |
| 31.01 | Suécia   | -        | Argentina     | 32-23     |
| 31.01 | Islândia | -        | Iugoslávia    | 27-31     |
| 31.01 | Espanha  | -        | Noruega       | 28-23     |

- (¹) -  Em Paris

### Quartas-de-final
| Fecha | Partido¹ | Partido¹ | Partido¹   | Resultado |
| ----- | -------- | -------- | ---------- | --------- |
| 01.02 | Alemanha | -        | França     | 23-26     |
| 01.02 | Egito    | -        | Rússia     | 21-19     |
| 01.02 | Espanha  | -        | Iugoslávia | 24-26     |
| 01.02 | Suécia   | -        | Ucrânia    | 34-20     |

- (¹) -  Em Paris

### Disputa de 5º ao 8º lugar
| Data  | Partida¹ | Partida¹ | Partida¹ | Resultado |
| ----- | -------- | -------- | -------- | --------- |
| 03.02 | Alemanha | -        | Rússia   | 29-33     |
| 03.02 | Espanha  | -        | Ucrânia  | 24-23     |

- (¹) -  Em Paris

### Semifinais
| Data  | Partida¹ | Partida¹ | Partida¹   | Resultado |
| ----- | -------- | -------- | ---------- | --------- |
| 03.02 | Suécia   | -        | Iugoslávia | 25-24     |
| 03.02 | França   | -        | Egito      | 24-21     |

- (¹) -  Em Partis

### Sétimo lugar
| Data  | Partida¹ | Partida¹ | Partida¹ | Resultado |
| ----- | -------- | -------- | -------- | --------- |
| 04.02 | Alemanha | -        | Ucrânia  | 24-30     |

- (¹) -  Em Paris

### Quinto lugar
| Data  | Partida¹ | Partida¹ | Partida¹ | Resultado |
| ----- | -------- | -------- | -------- | --------- |
| 04.02 | Rússia   | -        | Espanha  | 38-40     |

- (¹) -  Em Paris

### Terceiro lugar
| Data  | Partida¹   | Partida¹ | Partida¹ | Resultado |
| ----- | ---------- | -------- | -------- | --------- |
| 04.02 | Iugoslávia | -        | Egito    | 27-17     |

- (¹) -  Em Paris

### Final
| Data  | Partida¹ | Partida¹ | Partida¹ | Resultado |
| ----- | -------- | -------- | -------- | --------- |
| 04.02 | Suécia   | -        | França   | 25-28     |

- (¹) -  Em Paris

### Classificação Geral
| 1. França          |
| 2. Suécia          |
| 3. Iugoslávia      |
| 4. Egito           |
| 5. Espanha         |
| 6. Rússia          |
| 7. Ucrânia         |
| 8. Alemanha        |
| 9. Croácia         |
| 10. Tunísia        |
| 11. Islândia       |
| 12. Coreia do Sul  |
| 13. Argélia        |
| 14. Noruega        |
| 15. Argentina      |
| 16. Portugal       |
| 17. Eslovênia      |
| 18. Chéquia        |
| 19. Brasil         |
| 20. Gronelândia    |
| 21. Arábia Saudita |
| 22. Marrocos       |
| 23. Kuwait         |
| 24. Estados Unidos |

### Artilheiros
| Posição | Nome             | País          | Gols |
| ------- | ---------------- | ------------- | ---- |
| 1       | Eduard Kokcharov | Rússia        | 61   |
| 2       | Yuri Kostetski   | Ucrânia       | 60   |
| 3       | Kyung Shin Yoon  | Coreia do Sul | 55   |

| Campeonato Mundial de Handebol Masculino de 2001 |
| Campeão                                          |
| ------------------------------------------------ |
| França 2º Título                                 |